# 北條古墳
北條古墳（日语：／ Hōjōkofun/Hokujōkofun）是位於日本兵庫縣丹波篠山市細工所的方墳，兵庫縣指定史跡。

## 概要
古墳位於丹波篠山市東部，篠山盆地東邊獨立丘陵的前端部。墳丘最初被發現是因為在其北面曾經進行工程，而挖出了古墳的主體部，現在已重新埋好。1963年，多紀學生地方史研究會進行了測量調查。
古墳為方墳，邊長35米。墳丘有兩層，其表面有圓筒埴輪、形象埴輪（屋形、短甲和靫形埴輪），墓室形態推測為粘土槨，陪葬品則有鐵劍或鐵槍。
古墳推測建於古墳時代中期（約5世紀前半或5世紀中）。古墳的建造時期推測比丹波地方最大規模的雲部車塚古墳還要早。另外，篠山盆地的古墳雖然主要為圓墳，但是以盆地東部來說，方墳的分佈更廣，而在福知山盆地和龜岡盆地也存在不少同時期建成的方墳，因此有些說法認為古墳所在的東部地域在過去與其有政治關連。
1970年，古墳獲指定為兵庫縣指定史跡。

## 文化財

### 兵庫縣指定文化財
- 史跡
  - 北條古墳，1970年3月30日指定[5]。